# Saint-Aubin-la-Plaine
Saint-Aubin-la-Plaine település Franciaországban, Vendée megyében. Lakosainak száma 533 fő (2022. január 1.). Saint-Aubin-la-Plaine Nalliers, Saint-Étienne-de-Brillouet, Sainte-Gemme-la-Plaine és Saint-Jean-d’Hermine községekkel határos.

## Népesség
A település népessége az elmúlt években az alábbi módon változott:
| Lakosok száma | 521  | 529  | 538  | 535  | 540  | 542  | 542  | 538  | 533  |
|               | 2013 | 2015 | 2016 | 2017 | 2018 | 2019 | 2020 | 2021 | 2022 |